# Průhledový displej

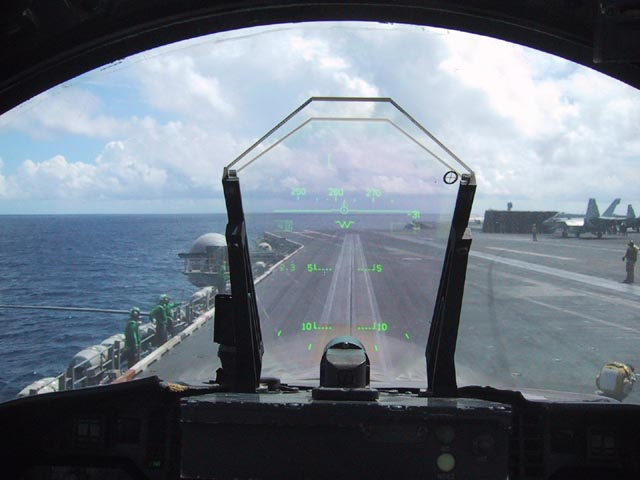
Průhledový displej bojového letounu F/A-18C

Průhledový displej (anglicky Head-Up Display – HUD) je speciální typ displeje, který umožňuje pilotovi číst informace, aniž by musel sklopit hlavu dolů na palubní desku. Výhodou je, že oči pilota nemusejí přeostřovat na blízko a na dálku – HUD se vyrábí se zaostřením do „nekonečna“. HUD byl vyvinut pro vojenské stíhací letouny, ale v poslední době se rozšířil do civilního sektoru letectví i automobilové dopravy.

## Hlavní části
HUD se skládá ze tří hlavních částí:

### Projekční jednotka[1]
Projekční jednotkou je CRT/LCD zobrazovač, obraz je pomocí konvexní čočky (spojky), nebo konkávního (dutého) zrcadla zaostřen do nekonečna (ohnisková vzdálenost=nekonečno)

### Slučovač
Šikmý kousek skla umístěný v zorném poli (pilota), který přesměrovává světlo z monitoru takovým způsobem, že obraz z displeje je vnímán současně s zorným polem. Skla mívají speciální povrch, aby odrážela monochromatické světlo.

### Počítač
Zpracovává příchozí signály a stará se o správné zobrazení na displeji

## Typy
Můžeme se setkat s názvem HMD (Head-mounted display), což je HUD připevněný přímo na helmě pilota, a umožňuje zobrazovat data nezávisle na pohledu (natočení hlavy). HMD se používají většinou v kombinaci s HUD. Prvním letounem, který má pouze HMD, je americký stíhací letoun F-35.

### Varianty podle typu odrazových skel
Částečně reflexivní: Dochází ke dvojímu odrazu obrazu (odraz od přední i zadní strany skla). Pro minimalizaci vnitřních odrazů využívá antireflexní vrstvu.
Dichromatické: Podobný anti-reflexnímu zrcadlu, ale používá se mnoho vrstev, každá pro určitou vlnovou délku světla.
Katodické: Slučovač nemusí být jako u předchozích typů plochý, netrpí chromatickou aberací.
Holografické: Zobrazuje obrazce ve 3D.

## Princip zobrazení
Zdrojem zobrazených předmětů je vysoko svítivá obrazovka CRT nebo LCD, paprsky jsou odráženy přes soustavu zrcadel a čoček (ty zajišťují zaostření obrazu do tzv. nekonečna – zdá se nám, že je obraz někde před námi a oči nemusejí tím pádem přeostřovat na jinou vzdálenost), paprsek pokračuje na kombinátor/slučovač, který zajistí sjednocení vnímání skutečného prostředí a zobrazovaných prvků.

## Generace
První: využívá CRT, časem degraduje
Druhá: využívá LED zdroj světla modulovaný LCD obrazovkou, užití v komerčním letectví
Třetí: optické vlnovody k zobrazení obrazu přímo v kombinátoru/slučovači
Čtvrtá: pomocí laseru zobrazuje informace na čistém průhledném médiu

## Historie
HUD se vyvinuly z reflektorového zaměřovače aplikovaného před druhou světovou válkou pro vojenská stíhací letadla. Ve 40. letech 20. století Telekomunikační výzkumné zařízení ve Velké Británii zjistilo, že piloti mají při nočních letech problém s orientací a přibližováním se k cílům. Experimentovali s přidáním druhého radarového displeje pro pilota, ale zjistili, že dochází k oslnění při pohledu do světlé obrazovky a následně na tmavou oblohu. V říjnu 1942 zkombinovali údaje ze zaměřovače s projekcí na plochu čelního skla.
Technologie HUD byla dále vylepšena Královským námořnictvem u letounu Blackburn Buccaneer, jehož prototyp poprvé vzlétl 30. dubna 1958.
Zavedení HUD mělo pozitivní vliv na schopnost pilotů ovládat své stroje.
V 60. letech francouzský zkušební pilot Gilbert Klopfstein představil první standardizovaný systém symbolů HUD, aby se piloti učili pouze jeden systém symbolů a usnadnilo jim to snadnější přechody mezi jednotlivými typy letounů.
V 70. letech byl HUD představen civilní sféře letectví a v roce 1988 se poprvé dostává do aut. Průhledové displeje v současnosti nabývají na popularitě v automobilovém průmyslu a je jimi vybavena většina moderních aut i letadel.

## Faktory ovlivňující návrh
Zorné pole: označuje svislé a vodorovné úhly, přes které je možno se přes displej dívat a odečítat z něj hodnoty; při bočním větru by se mohlo stát, že by byla osa ranveje mino zorné pole a nešla by tím pádem na HUD zobrazit, proto je široké zorné pole vítáno
Kolimace: Promítaný obraz je kolimován, čímž jsou paprsky světla rovnoběžné. Protože světelné paprsky jsou rovnoběžné, čočka lidského oka se zaměřuje na nekonečno, aby získala jasný obraz. Kolimované obrázky na slučovači HUD jsou vnímány jako existující v optickém nekonečnu nebo blízko něj. To znamená, že pilot nemusí znovu zaostřovat, aby viděl vnější svět.
Eyebox: představuje jakýsi válec v prostoru, kde nedochází ke zkreslenému zobrazení na HUD. Při pohledu na HUD vně eyeboxu může docházet k oříznutí obrazu, nebo zmizení okrajů.
Jas/kontrast: Displeje mají úpravy jasu a kontrastu, aby zohledňovaly okolní osvětlení, které se může značně lišit (den/noc)
Kompatibilita: HUD se navrhují tak, aby byly schopny komunikovat s ostatními avionickými systémy, berou si signály přímo ze senzorů (pitot-statické, gyroskopické, polohové – navigační) a podporují připojení k civilním směrnicím jako je Arinc 429, Arinc 629, nebo vojenským MIL-STD-1553
Měřítko zobrazení: systém je schopen „překrývat“ skutečné objekty – například zvýrazní práh ranveje, zobrazí objekty stojící v dráze letu…

## Zobrazovaná data
Na HUD mohou být zobrazována tato data: rychlost, výška, umělý horizont, skluz/výkluz, navigační data, náklon, ukazatel skutečného směru letadla, vektor letu a další.
Pro vojenská letadla mohou být zobrazovány informace o zbraňovém systému, rozdíl rychlosti mezi cílem a letounem, vzdálenost od cíle, stav zbraně…

## Auta
Tyto displeje jsou v automobilech stále dostupnější a obvykle nabízejí údaje z rychloměru, otáčkoměru a navigačního systému.
Existují také přídavné systémy HUD, které promítají displej na kombinátor skla namontovaný nad nebo pod čelním sklem, nebo používají samotné čelní sklo jako kombinátor; většinou se připojují k diagnostickému konektoru.